# Соколов Гарт
Со́колов Гарт (рос. Соколов Гарт, ерз. Соколов Гарт) — село у складі Чамзінського району Мордовії, Росія. Входить до складу Пічеурського сільського поселення.

## Населення
Населення — 11 осіб (2010; 29 у 2002).
Національний склад (станом на 2002 рік):
- росіяни — 100 %